# Цзыцзинь
Цзыцзи́нь (кит. упр. 紫金, пиньинь Zǐjīn) — уезд городского округа Хэюань провинции Гуандун (КНР).

## История
Во времена империи Мин в связи с тем, что в этих местах непрерывно происходили народные восстания, для лучшего администрирования территории в 1569 году был создан уезд Юнъань (永安县, «навсегда успокоенный»). После Синьхайской революции была проведена сверка названий уездов в масштабах страны, и выяснилось, что уезд с точно таким же названием существует в соседней провинции Фуцзянь, поэтому в 1914 году уезд Юнъань провинции Гуандун был переименован в Цзыцзинь (по названию расположенной на его территории горы).
В 1950 году был образован Специальный район Дунцзян (东江专区), и уезд вошёл в его состав. В 1952 году Специальный район Дунцзян был расформирован, и был образован Административный район Юэдун (粤东行政区). В конце 1955 года было принято решение о расформировании Административного района Юэдун, и с 1956 года уезд перешёл в состав нового Специального района Хойян (惠阳专区). В 1959 году Специальный район Хойян был расформирован, и уезд перешёл в состав Специального района Шаньтоу (汕头专区).
В 1963 году Специальный район Хойян был воссоздан. В 1970 году Специальный район Хойян был переименован в Округ Хойян (惠阳地区).
Постановлением Госсовета КНР от 1 января 1988 года округ Хойян был расформирован, и уезд перешёл в состав нового городского округа Хэюань.

## Административное деление
Уезд делится на 18 посёлков.